# Безумный город: Нежное искусство наживать врагов
«Безумный город: Нежное искусство наживать врагов» (англ. Mad City: The Gentle Art of Making Enemies) — четырнадцатый эпизод и зимний финал третьего сезона американского криминального телесериала «Готэм» и 58-й во всём сериале. Сценарий был написан Сетом Бостоном, а режиссёром выступил Луис Шоу Милито. Премьера эпизода состоялась 30 января 2017 года на канале FOX. В этом эпизоде, Джером и его последователи охватили весь Готэм во тьму и начинают наносить ущерб по всему городу, в то время как Джером похищает Брюса, чтобы закончить то, что он начал ночью. Его план включает взятие его в карнавал, где граждане используются в качестве аттракционов для его развлечения, в то время как Гордон, Альфред и Буллок мчатся, чтобы остановить его. Между тем, Кобблпот отправляется искать Нигму, но вскоре он обнаруживает, за какую сторону идёт Нигма. Эпизод в большой степени основан на популярном графическом романе «Убийственная шутка», на котором определённые события применены в сериале.
Эпизод получил огромную похвалу от критиков, со значительной похвалой к выступлению Мазуза и Монахэна.

## Сюжет
После отключения электроэнергии в Готэме, полицейский участок переполнен преступниками, в то время как полицейские пытаются арестовать преступников. Между тем, Кобблпот (Робин Лорд Тейлор) и его приспешники приходят в склад и находят Нигму (Кори Майкл Смит). Он убивает приспешников и показывает Кобблпоту машину Изабеллы, которому дают выход, чтобы заявить, что он знает причастность к её смерти.
Кэтрин (Лесли Хендрикс) и член Суда (Джеймс Ремар) обсуждают события, которые происходят в Готэме и член говорит ей, что хочет дать полиции Готэма шанс, хотя она сомневается в его вере. С огнями, не возвращающимися до следующих дней, Гордон (Бен Маккензи) и Буллок (Донал Лог) обсуждают Джерома (Камерон Монахэн), но затем вспоминают, что он говорил с Ли (Морена Баккарин), и узнает, что он планирует убить Брюса (Давид Мазуз). Нигма связывает Кобблпота к машине Изабеллы, побуждая Кобблпота признаться, что он убил Изабеллу и сделал для своей любви к нему. Нигма также помещает котел едкой кислоты, привязанной с прикованным большим куском льда, так что когда лед будет таять, кислота убьет Кобблпота.
Брюс и Альфред (Шон Пертви) подвергаются нападению в поместье Уэйнов Джеромом и его последователями, которые уничтожают статую совы. Джером берет Брюса и приказывает последователям убить Альфреда. Гордон приходит как раз вовремя, чтобы убить последователей и спасти Альфреда. Джером берет Брюса в дощатый цирк, где граждане используются в качестве игровых аттракционов для развлечения последователей. Джером убивает одного из своих последователей и использует его кровь, чтобы нарисовать рот на лице Брюса. Между тем, Кобблпоту удается освободиться, когда полицейский помогает ему. Он возвращается в поместье Даля и его схватили Бутч (Дрю Пауэлл) и Табита (Джессика Лукас).
Джером привязывает Брюса к столбу, чтобы устроить событие своим «бумом» и заполняет канон пушечным ядром и ножами, чтобы убить его. Гордон, Альфред и Буллок приходят и борются с последователями, в то время как Джером зажигает пушку. В последнюю секунду, Брюс освобождается и бежит, в то время как Джером следует за ним. Барбара (Эрин Ричардс) говорит Кобблпоту, что, если он хочет жить, то он должен найти Нигму, чтобы убить его. Однако, Кобблпот понимает, что любовь включает в себя жертву и обнаруживает, что он разрушил счастье Нигмы для него и решает умереть вместо того, чтобы позвонить ему. Нигма появляется, заявляя, что он хотел, чтобы он умер так, чтобы он мог видеть, что он не может по-настоящему любить кого-либо, но явно тронут утверждением Кобблпота о том, что он может.
Брюс убегает в дом зеркал, в то время как Джером следует за ним. Они борются в одной из комнат, когда Брюс берёт верх и бьёт Джерома по лицу многократное время, уродуя его. Он тогда берет осколок из стекла, чтобы убить его, но в последний момент, решает не убивать его. Он уезжает и воссоединяется с Альфредом. Джером выходит из дома зеркал, и Гордон нападает на него, пока он не ударяет его кулаком достаточно трудно, чтобы снять его лицо. Джером арестован и взят в клинику Аркхэм с его лицом, помещаемым назад. В поместье Уэйнов, Брюс рассказывает Альфреду о том, что произошло и как он чувствовал, что он сделал, это справедливость. Альфред заявляет правила, которые он не может нарушить, и Брюс отвечает, что никогда не будет убивать. Между тем, Кэтрин говорит с двойником Брюса, которому промыли мозги о его новых целях. Когда он был затронут, член Суда отвечает, что пойдет с кем-то, чтобы присоединиться к ним, как «никто не отказывается от Суда». Он навещает Гордона, показывая себя как дядя Фрэнк Гордон, человек, который носил кольцо. Нигма привозит Кобблпота к порту, чтобы убить его. Кобблпот продолжает умолять что, он создал его и что он все ещё любит его, но Нигма вместо этого стреляет ему в живот и бросает его воду. Эпизод заканчивается тем, как Кобблпот погружается глубже в море.

## Производство

### Разработка
В ноябре 2016 года, Дрю Пауэлл написал в Твиттере, что четырнадцатый эпизод сезона будет называться «Нежное искусство наживать врагов» и то, что сценарий был написан Сетом Бостоном, а режиссёром выступил Луис Шоу Милито.

### Кастинг
В ноябре 2016 года, Джеймс Ремар исполнил роль Фрэнка Гордона, дядю Джеймса Гордона, в роли, которая была описана, поскольку «Старший Гордон покинул Готэм после того, как отец Джима умер, но 25 лет спустя, он вернулся и надеется снова соединяться с его племянником. Но у Фрэнка есть темная тайна, которая вынудит Джима выбрать между спасением его семьи и спасением Готэма». Ремар — второй ветеран «Декстера», чтобы присоединиться к шоу, первое из которых является Дэвидом Зейесом. Камрен Бикондова, Мэгги Геха, Бенедикт Сэмюэл и Майкл Чиклис не появились в эпизоде в качестве своих персонажей. Несмотря на объявление в январе 2017 года, ни о каких звездных гостей не объявили с названием эпизода.

## Реакция

### Зрители
Эпизод посмотрели 3.46 миллиона зрителей с долей 1.1/4 среди взрослых в возрасте от 18 до 49 лет. Это было снижение на 4 % зрительской аудитории из предыдущего эпизода, за которым наблюдали 3.60 миллиона зрителей с 1.2/4 в демографии 18-49. С этим рейтингом, «Готэм» занял второе место на канале FOX, за «Люцифером», третий по своему временному интервалу и шестой за ночь позади «Странной парочки», «Люцифера», повторного показа «Кевин подождёт», повторного показа «Теория Большого взрыва», и «Холостяк».

### Реакция критиков
| Рейтинги                        | Рейтинги |
| Издание                         | Оценка   |
| ------------------------------- | -------- |
| Rotten Tomatoes (Tomatometer)   | 89%      |
| Rotten Tomatoes (Average Score) | 9.53     |
| IGN                             | 8.1      |
| TV Fanatic                      | [ 8 ]    |
| TV Overmind                     | [ 9 ]    |

Эпизод «Безумный город: Нежное искусство наживать врагов» получил огромную похвалу от критиков. Этот эпизод получил рейтинг 89 % со средним баллом 9.53 из 10 на сайте Rotten Tomatoes.
Мэтт Фоулер из IGN дал эпизоду «большие» 8.1 из 10 и написал в своём вердикте: «Материал Брюса/Джерома был велик здесь в глупом злонамеренном „Нежное искусство наживать врагов“, дав нам версию этого шоу Бэтмэна против Джокера. В другом месте, с Загадочником и Пингвином, дела шли не так хорошо, как Эд устал и замысловатый мстительный сюжет (к счастью) ахнул последний вздох».
Ник Хоган из TV Overmind дал прекрасные 5 из 5, написав: «Если мы должны были войти в паузу (что мы ИМЕЕМ в виду? *печальное лицо*), то это был путь дальше. „Готэм“ доказал снова и снова, что он знает, как взволновать аудиторию, этот эпизод не был никаким исключением». Сейдж Янг из EW дал эпизод рейтинг «A» и написал, «„Готэм“ — это другое шоу теперь, которое было в конце второго сезона, и переход был плавным. Насилие и кровь были сопоставлены, чтобы напомнить Готэм-сити, который мы знаем из фильмов. И эти махинации игроков преступного мира города помещают их на край войны. В то время как Освальд и Эд закончили их греческую трагедию, Табита и Барбара спокойно убивали всех тех „старых чуваков“, которые раньше командовали. Справедливость покорна. И Брюс Уэйн готов выйти на обочину».
МэриЭнн Слиэсмен из TV.com написала, «Я готова оседлать её все же. Я обвиняла „Готэм“ много раз и снова, чтобы быть слишком боящимся вызова его исходному материалу быть действительно большим, но несколько эпизодов, которые мы имеем под нашим сервисным поясом начиная с возвращения шоу, у каждого было несколько „действительно больших“ моментов в них. Сериал закладывает фундамент — для чего, кто знает? Ирония всего этого развития — то, что будущее Готэма в конечном счете не может быть замечено на Готэм, просто по своей природе того, каков сериал. Это не означает, что мы не можем наслаждаться адом из него, все же». Лиза Бабик из TV Fanatic, дала прекрасные 5 из 5, указав: «„Нежное искусство наживать врагов“ было единственным сумасшедшим часом от телевидения, но он был также единственным из лучших „Готэма“. Справедливость и месть были главной темой часа с Брюсом, берущим сторону справедливости и Пингвина, настраиваемого для мести как, мы никогда не видели прежде.» Винни Манкусо из New York Observer написал, «Много чего в этом сюжете должно было произойти, чтобы получить Эдди и Освальда такими серыми, чтобы облако могло столкнуться с несколькими забавными моментами персонажа от Барбары, потому что Эрин Ричардс — секретный MVP этого шоу»
Кармен Фокс из The Baltimore Sun написал, «Так, как я ценю инновации, имение зимнего фрагмента эпизодов было ужасной идеей. Да, это было взрывчатым, и да, это взволновало зрителей, чтобы видеть, что Джером воссоединяется с галереей жулика Готэма, но окончание его после трех эпизодов является безошибочным способом потерять импульс.» Сидней Баксбоум из Nerdist написал, «Джокер пришёл, он видел, и он очень почти завоевал Готэм. Но благодаря совместным усилиям Джима Гордона и молодого Брюса Уэйна, он был остановлен, прежде чем он мог нанести любой непоправимый ущерб городу».
Роберт Янис-младший из Screenrant написал, «Кроме того, Эд и дружба с Пингвином — которая была ключом к первой половине сезона — теперь, выглядит готовыми развиваться во что-то далеко сложное, особенно с кровавым путем, которым эпизод этой недели оборачивает вещи. В то время как бесконечный взлет и падение Пингвина долго было тенденцией рассказа для „Готэма“ фактически каждый сезон, история Эда чувствует, что это только начало истинной судьбы персонажа, казалось бы, прямо за углом. Но мы забегаем вперёд. Давайте посмотрим на „Нежное искусство наживать врагов“ немного поближе, прежде чем попасть в какие-либо специфические особенности.» Кэйти Бёрт из Den of Geek дала эпизоду прекрасные 5 из 5 и написала, «У этого шоу всегда будут свои проблемы, но если это продолжает поставлять взносы как этот, поддержанный сильным талантом его состава актёров, съемочной группы и режиссёром, это приводит хороший аргумент в пользу своего длительного существования в эту эру Пикового ТВ. Если ничто иное, это остается преданным его тону комиксов и действительно не похоже ни на что иное по телевизору».